# Ondacinema
Ondacinema è una rivista on-line di critica cinematografica attiva dal 2008. Si distingue per il taglio esteso e approfondito dei contenuti, aspetto non comune per una rivista on-line; è una delle webzine di critica cinematografica più lette e autorevoli in Italia, con varie citazioni in volumi dedicati al cinema, bibliografie di tesi di laurea e articoli accademici.

## Storia
Ondacinema è stata fondata da Elisa Goolvart e Claudio Fabretti, direttore della rivista dal 2008. Ondacinema nasce nel 2008 a seguito dell’espansione di una sezione di Ondarock dedicata al cinema, grazie all'importante spinta propulsiva di Elisa Goolvart e Rocco Castagnoli, deceduti di lì a poco per un incidente stradale. Fondata con l’intento di promuovere la critica cinematografica web, già dal 2008 propone recensioni, pietre miliari, monografie e classifiche a conclusione dell’annata cinematografica.
Nel corso degli anni la rivista si specializza nella critica audiovisiva cinematografica e seriale. Ondacinema propone soprattutto recensioni sul cinema contemporaneo e contenuti di carattere storico come pietre miliari del cinema e monografie di grandi registi. La prima recensione di un contenuto seriale è del 2014 ma è dal 2015 che questi contenuti appaiono con maggiore ricorrenza sulla rivista.

## Struttura
La webzine divide i propri contenuti in recensioni, pietre miliari (saggi su film che hanno fatto la storia del cinema), monografie dedicate ai registi, classifiche, speciali, ondaserial, news e podcast. Alla rivista fa riferimento il forum di Ondarock, in cui gli utenti possono iscriversi, incontrarsi e discutere di cinema e altro. La redazione della rivista è in continua evoluzione, continuando a curare il rapporto lavorativo tra collaboratori e redattori. Nel 2020 si aggiunge ai contenuti il podcast Radiodrome.